# Brogliano
Brogliano (velenceiül Brojan) település Olaszországban, Veneto régióban, Vicenza megyében. Lakosainak száma 4004 fő (2023. január 1.). Brogliano Altissimo, Cornedo Vicentino, Nogarole Vicentino, Trissino, Valdagno és Castelgomberto községekkel határos.

## Népesség
A település népességének változása:
| Lakosok száma | 3988 | 4002 | 4004 |
|               | 2017 | 2018 | 2023 |